# Thelotrema carassense
Thelotrema carassense är en lavart som beskrevs av Vain. 1890. Thelotrema carassense ingår i släktet Thelotrema och familjen Thelotremataceae.   Inga underarter finns listade i Catalogue of Life.